# Ad orientem

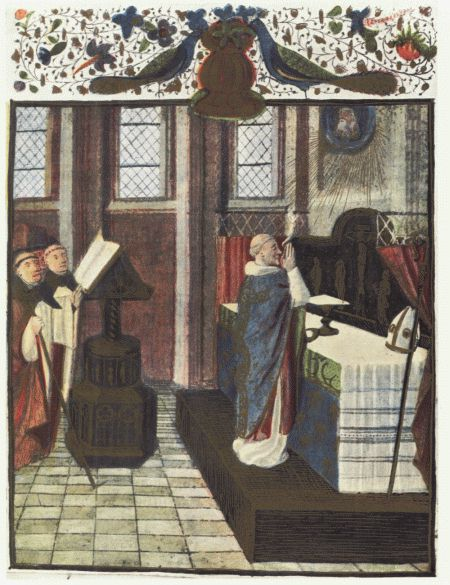
Une messe pontificale ad orientem : l'évêque est tourné dans la même direction que les fidèles. Missel du XVe siècle.

Ad orientem (« vers l'orient ») est une expression latine propre à la liturgie catholique qui indique originellement qu'une messe est célébrée par le prêtre en direction de l'orient, le soleil levant symbolisant le Christ. Elle est couramment utilisée pour signifier la même orientation versus Deum (« vers Dieu ») du prêtre et des fidèles, indépendamment de l'orientation de l'église elle-même vers l'est. 
Ce lien entre Dieu et l'orient est dû à plusieurs passages du Nouveau Testament qui symbolisent le Christ par l'image du soleil levant ainsi qu'à diverses traditions chrétiennes selon lesquelles, lors de la Parousie, le Christ reviendrait par la porte orientale de Jérusalem. Des fidèles tournés vers l'est pour prier est venue la tradition architecturale de construire les églises selon un axe ouest-est, « vers l'orient ». 
À la suite du concile Vatican II, des liturgistes et le Consilium ont fait valoir qu'en célébrant ad orientem le prêtre se tenait « dos au peuple », ce qui n'était pas en faveur de la participatio actuosa, la participation pleine, consciente et active des fidèles souhaitée par le même concile. La direction inverse de ad orientem, nommée versus populum (« face au peuple »), a ainsi été autorisée à partir de 1964, sans toutefois que la célébration ad orientem ait été abrogée par la réforme liturgique issue du concile.

## L'orientation des édifices

### Les traditions juives
Dans le judaïsme, il est de tradition que les fidèles adressent leurs prières dans une même direction. Le Talmud indique que les Juifs en dehors d'Eretz Israël prient dans sa direction, que les Juifs en Terre d'Israël prient en direction de Jérusalem, que les Juifs de Jérusalem prient vers le mont du Temple et que les Juifs sur le mont du Temple prient vers l'emplacement du Saint des saints.
En principe, les synagogues, où que ce soit dans le monde, sont tournées vers Jérusalem, et si la situation géographique ne le permet pas, l'assemblée prie face à la Torah. Ainsi les prières des fidèles maintiennent-elles une direction commune, celle de Dieu révélé dans l'Écriture.
En fait, des fouilles archéologiques démontrent qu'au Ier siècle les synagogues de Judée suivaient une double tradition. D'une part, le sanctuaire de la synagogue devait faire face au Temple de Jérusalem, qui était positionné est-ouest. D'autre part, ce sanctuaire devait être tourné vers l'occident, à l'instar du Saint des saints du Temple, qui se trouvait dans la partie ouest et dont le soubassement, datant d'Hérode Ier le Grand, est aujourd'hui le Mur occidental où vont prier les Juifs. .

### La prière vers l'orient

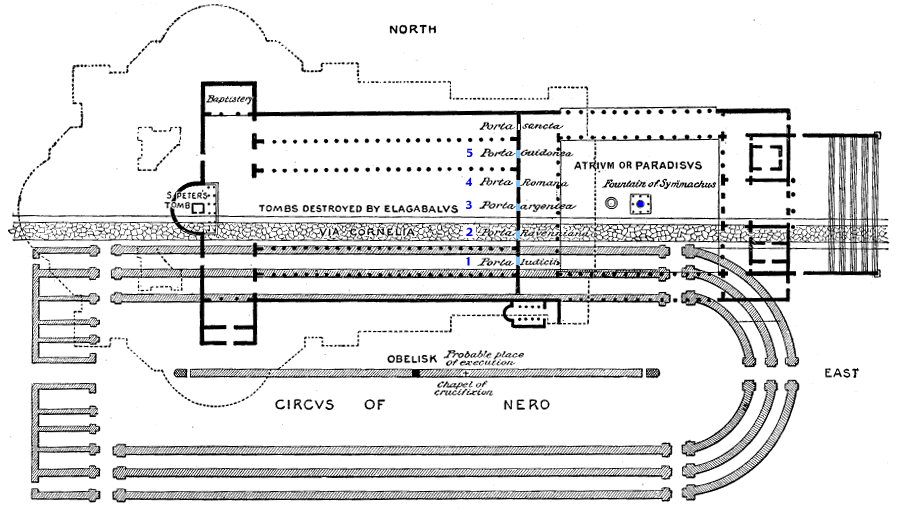
La basilique Saint-Pierre : le Circus Vaticanus, la basilique constantinienne et la basilique actuelle.

La première église du Saint-Sépulcre de Jérusalem était orientée est-ouest, comme le Temple d'Hérode. Cette imitation du Temple mettait en valeur la dimension eschatologique de la mort sacrificielle du Christ défini comme le nouveau Grand Prêtre par l'Épître aux Hébreux. De nombreuses basiliques ont donc conservé cette disposition « occidentée », autrement dit avec la façade à l'est et l'autel à l'ouest, en particulier trois des quatre basiliques majeures de Rome : la basilique Saint-Pierre, Saint-Jean-de-Latran, et Sainte-Marie-Majeure. Près d'un tiers des églises sont dans ce cas pendant les premiers siècles du christianisme : l'orientation ouest-est n'est pas encore une règle universelle,, notamment en raison de contraintes topographiques.
Or, si la foi chrétienne identifie au Grand Prêtre le Christ de la Crucifixion, elle associe sa Résurrection à la Nouvelle Jérusalem, symbolisée par le soleil levant : c'est donc en direction de l'orient que le prêtre célèbre l'eucharistie. Dans les basiliques romaines tournées vers l'occident, les fidèles se tiennent tout d'abord face à l'autel, au centre de l'édifice, mais lors de la consécration, ils se tournent face à l'est, comme le prêtre. C'est à cet égard que le pape Léon le Grand met en garde les fidèles qui, à l'intérieur de la basilique, se retourneraient afin de prier vers le soleil levant, à l'est : cela reviendrait à observer une coutume venue des cultes païens qui divinisaient les astres.

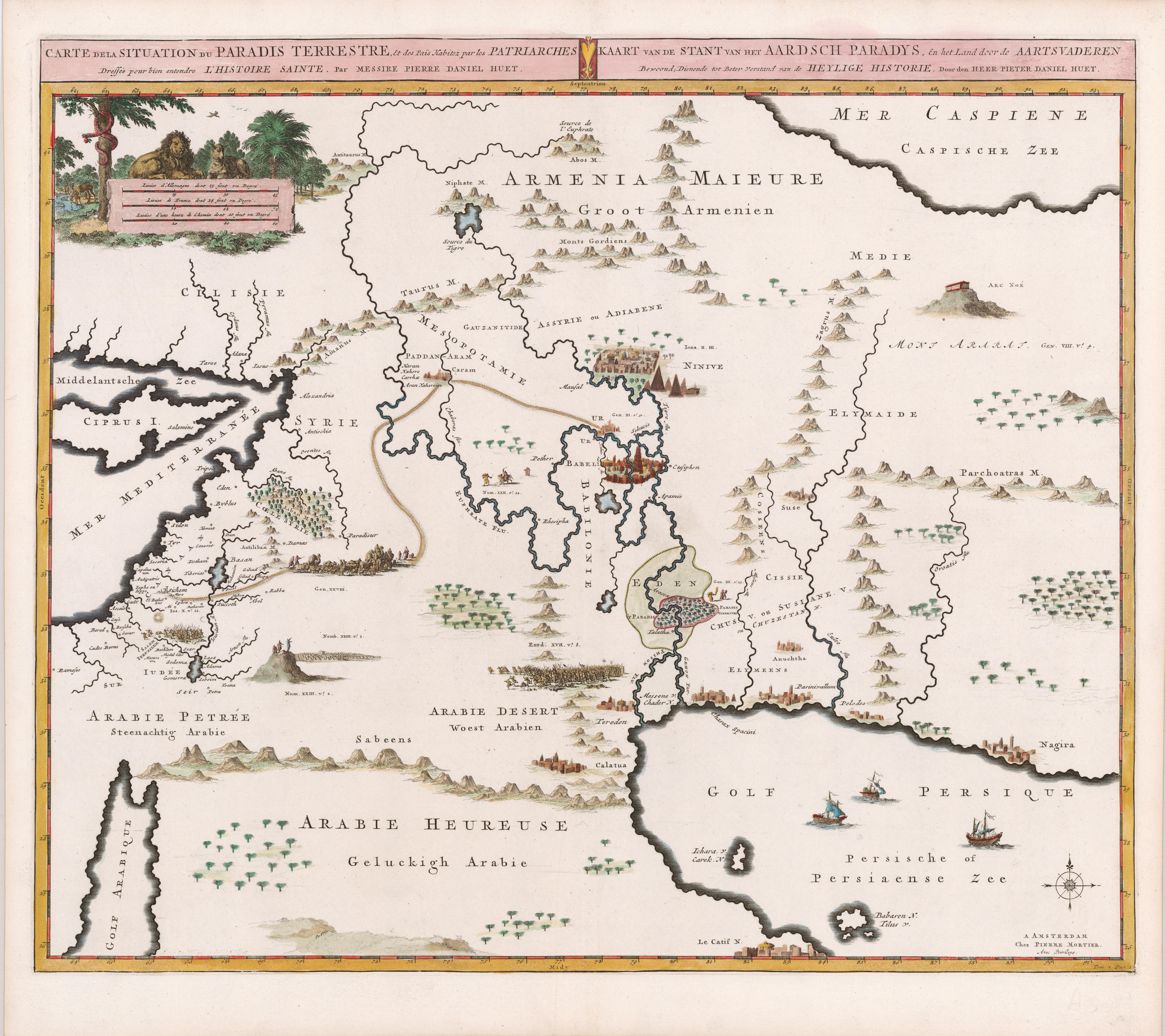
Pieter Mortier, Carte de la Situation du Paradis Terrestre, Et des Païs Habitez par les Patriarches Dressée pour bien entendre l'Histoire Sainte, Par Messire Pierre Daniel Huet (1700).

Selon Tertullien (entre 150 et 160 – c. 220) et Origène (c. 185 – c. 253), les premiers chrétiens priaient vers l'est. Tertullien déclare : « Nous nous tournons vers l'orient pour prier ». Origène observe qu'il n'est pas facile de savoir « pour quelle raison, de toutes les directions qui existent, nous les chrétiens prions uniquement vers l'est ». 
De nombreux Pères de l'Église, dont Clément d'Alexandrie et Augustin d'Hippone, ont évoqué la prière face à l'orient. Basile de Césarée (329-379) estime que la prière en direction de l'est fait partie des commandements non écrits de l'Église, en raison de la seconde venue du Christ telle que l'annonce Matthieu 24:27 : « Comme l’éclair part de l’orient et brille jusqu’à l’occident, ainsi en sera-t-il de l’avènement du Fils de l’Homme. ». Les apologètes chrétiens du VIIe siècle justifient ces prières vers l'orient par le fait que le Jardin d'Éden est situé à l'est selon le Livre de la Genèse (2:8), qu'à la fin des temps le Messie ressuscité reviendrait à Jérusalem par l'est et que « le signe du Fils de l'Homme » apparaîtrait dans les cieux de l'est lors de son retour (Matthieu 24:30).
L'importance de l'assemblée qui se retourne vers l'est pour prier, en union avec le prêtre qui actualise le sacrifice du Christ, est telle que la plupart des églises du Moyen Âge, d'abord à Rome puis dans le reste de l'Europe occidentale, deviennent peu à peu « orientées » : elles s'adaptent à cette dévotion communautaire dirigée vers l'orient, dans l'attente du soleil levant, symbole du Christ ressuscité et « lumière du monde » (Jean 8:12).

### Les Temps modernes
L'orientation traditionnelle du chœur vers l'orient a été déclarée facultative par les préceptes des Instructiones fabricae et supellectilis ecclesiasticae (1577) de Charles Borromée, artisan de la Contre-Réforme, et par le pape Pie V, selon lequel il importe davantage que la façade de l'église soit bien située par rapport à la ville et à son axe principal.
Le cardinal Ratzinger note : « Une chose est restée claire à l'esprit de toute la chrétienté : la prière vers l'Orient est de tradition depuis l'origine du christianisme, elle exprime la spécificité de la synthèse chrétienne qui intègre cosmos et histoire ». Il ajoute : « L'homme moderne ne comprend plus grand-chose à cette orientation » vers « le signe cosmique du soleil levant [qui] symbolise l'universalité de Dieu ».

## Ad orientemetversus populum

### Les deux orientations liturgiques
Avant la réforme liturgique issue du concile Vatican II, il n'y avait aucune contradiction entre ad orientem et versus populum, même si la plupart des messes étaient célébrées ad orientem. Les éditions du Missel romain avant la réforme liturgique de 1969, y compris l'édition de 1962, contiennent la phrase : Si altare sit ad orientem, versus populum, celebrans versa facie ad populum, non vertit humeros ad altare, cum dicturus est Dóminus vobiscum, Oráte, fratres, Ite, missa est, vel daturus benedictionem (« Si l'autel est tourné vers l'orient, face au peuple, le célébrant, tourné vers le peuple, ne tourne pas le dos à l'autel lorsqu'il dit Le Seigneur soit avec vous, Priez, mes frères, Allez dans la paix du Christ ou lorsqu'il donne la bénédiction. ») ». 
La célébration versus populum, quoique minoritaire, n'était pas exclue avant le concile Vatican II. Elle était même imposée par la structure de certaines églises, comme dans le cas de la basilique Saint-Pierre qui est orientée vers l'ouest, ce qui nécessite que les messes soient célébrées face aux fidèles pour être célébrées en direction de l'orient.
Dans la constitution du concile Vatican II sur la liturgie Sacrosanctum Concilium  (1963), la célébration ad orientem n'est pas abordée et la célébration versus populum n'est pas non plus préconisée. Sacrosanctum Concilium promeut la participatio actuosa des laïcs, c'est-à-dire leur participation pleine, consciente et active. C'est le point sur lequel le Consilium s'appuiera notamment pour permettre la célébration versus populum.

### La liturgie après Vatican II
C'est l'instruction Inter œcumenici du 26 septembre 1964 qui indique la première qu'il faut pouvoir adopter le versus populum : « II est bien de construire l'autel majeur séparé du mur, pour qu'on puisse en faire facilement le tour et qu'on puisse y célébrer vers le peuple (…). »,. Cette consigne sera reprise en 1969 dans le n. 299 de la Présentation générale du Missel romain de la messe de Paul VI : « Il convient, partout où c'est possible, que l'autel soit érigé à une distance du mur qui permette d'en faire aisément le tour et d'y célébrer face au peuple,.
Depuis la fin du XXe siècle, le versus populum est plus que majoritaire : presque universel.
En 2001, Benoît XVI rappelle dans L'Esprit de la liturgie, que « chaque époque doit redécouvrir et exprimer l'essence de la liturgie. Il s'agit de la découvrir au milieu de toutes les apparences changeantes ».
En 2008, on a employé l'expression ad orientem à propos de la messe célébrée par Benoît XVI le 13 janvier dans la chapelle Sixtine, tourné en réalité vers l'ouest, car l'autel de cette chapelle se trouve contre le mur occidental, sous la fresque du Jugement dernier de Michel-Ange,. Le Bureau des célébrations liturgiques pontificales a précisé à ce propos qu'il s'agissait là « de ne pas altérer la beauté et l’harmonie de ce joyau architectural, en préservant sa structure du point de vue de la célébration » et que le reste de la messe s’est déroulé « selon le Missel ordinaire, introduit par Paul VI, après le concile Vatican II ». De nouveau, le 15 avril 2010, Benoît XVI a célébré ad orientem dans la chapelle Sixtine, devant la Commission biblique pontificale.
Le 12 janvier 2014, le pape François a lui aussi célébré ad orientem, face à l'autel attaché au mur occidental de la chapelle Sixtine. Même si, ni avant ni après Vatican II, les normes liturgiques n'ont imposé l'un ou l'autre choix, les médias ont tellement associé le ad orientem au courant traditionaliste qu'ils ont tenu à souligner cet événement alors que la disposition des lieux n'offrait de toute façon aucune autre possibilité.
Le cardinal Robert Sarah, préfet de la Congrégation pour le culte divin et la discipline des sacrements, a appelé plusieurs fois les prêtres à célébrer ad orientem pendant les parties de la messe au cours desquelles ils s'adressent directement à Dieu, c'est-à-dire « le rite pénitentiel, le chant du Gloria, les oraisons et la prière eucharistique ». Il s'est exprimé en ce sens dans L'Osservatore Romano le 12 juin 2015, dans un entretien au magazine Famille chrétienne en mai 2016 et dans le cadre d'un congrès à Londres le 5 juillet 2016,, : « Il est très important que nous revenions le plus tôt possible à une orientation commune des prêtres et des fidèles tournés ensemble dans la même direction – vers l’Orient ou au moins vers l’abside, vers le Seigneur qui vient (…). Votre discernement pastoral déterminera comment et quand cela sera possible. » Le 11 juillet 2016, le père Federico Lombardi, directeur du Bureau de presse du Saint-Siège, affirme que ces remarques du cardinal Sarah « ont été mal interprétées, comme si elles annonçaient de nouvelles indications différentes de celles qui ont été données jusqu’alors dans les normes liturgiques et dans les paroles du pape sur la célébration face au peuple et sur le rite ordinaire de la messe ».
Le 15 juillet 2025, le pape Léon XIV a lui aussi célébré ad orientem, lors d'une messe dans la chapelle des Carabinieri à Castel Gandolfo.